# J. Dwight Pentecost
J. Dwight Pentecost, född 24 april 1915 i Chester, Pennsylvania, död 28 april 2014 i Dallas, Texas, var en amerikansk kristen teolog. Han var professor vid Dallas Theological Seminary. Han skrev flera böcker, bland annat Things to Come (1958), om kristen eskatologi och bibliska profetior.